# Otto de Rojas
Otto Raúl de Rojas Guedes (Lima, 10 de enero de 1941-Lima, 15 de mayo de 2008) fue un músico peruano, pianista, compositor, arreglista y director musical de programas de radio y televisión. Fue un artista que gozó de popularidad en todo Perú y «una de las figuras más influyentes de la música peruana de los años 1970».
Participó como músico en la compañía disquera MAG en grabaciones de temas de históricos grupos de rock peruano como Los York's, Traffic Sound entre otros. Formó parte de las bandas Los Hilton’s y Bossa 70.
Para inicios de los años 1970 ingresó como director musical en el Trampolín a la fama, en reemplazo de Pepe Morelli. Este programa fue conducido por Augusto Ferrando, colega y amigo personal. Por aquellos años montaría en las principales salas de Lima los llamados café-teatro de la mano de Freddy Roland y Veronikha.
En 1976 popularizó junto a su grupo Otto De Rojas y Los Ultra 76 los temas "Choca las caderas"/"Al ritmo del bump-bump". Este segundo tema tomó la base de "Soulful Strut", que sería un suceso en aquel verano del programa de Rodolfo Rey "Cachirulo" en el “Estudio Cinco”.
En 2008 falleció luego de estar alejado varios años de los escenarios lanzándose desde la ventana de su departamento en un duodécimo piso en Miraflores. Se manejaron muchas hipótesis sobre este suceso, también se cree que cayó sobre un tragaluz después de las investigaciones realizadas por la Policía Nacional del Perú. Además también hizo presencia personal de criminalística, peritos y el propio Ministerio Público. Nadie sabe con certeza los motivos sobre esta decisión, algunos colegas y personas que trabajaron con él como Augusto Ferrando, afirmaron que padecía de problemas relacionados con la depresión causada por la muerte de su madre, desgracia de la que nunca pudo recuperarse. Otras personas cercanas al artista comentaron que padecía de cáncer de próstata, pero esto fue negado por sus propios familiares.

## Discografía
Álbumes de estudio
- Bossa 70 (El Virrey 1970)
- !Que tal fieston¡ (Infopesa 1975)
- Esto si que es bueno ¡ !el gran fiestón ... ! (Infopesa 1976)
- El fiestón del año (Infopesa 1977)
- El guapo Vol I, II , III (MAG 1978)
- Pa' todo el mundo (Adria 1979)
- El fiestón del año (Discos Lyra 1979)
- Vamos a bailar con Otto (LAD 1979)
- Sueño de amor (MAG 1980)
- Otto De Rojas presenta su ranking (MAG 1980)
- Para toda la noche -Poutpourrí

Fuente: Discogs.
Sencillos
- "Choca las caderas"/"Al ritmo del bump-bump" (RCA Victor 1976)